# Gaumukh

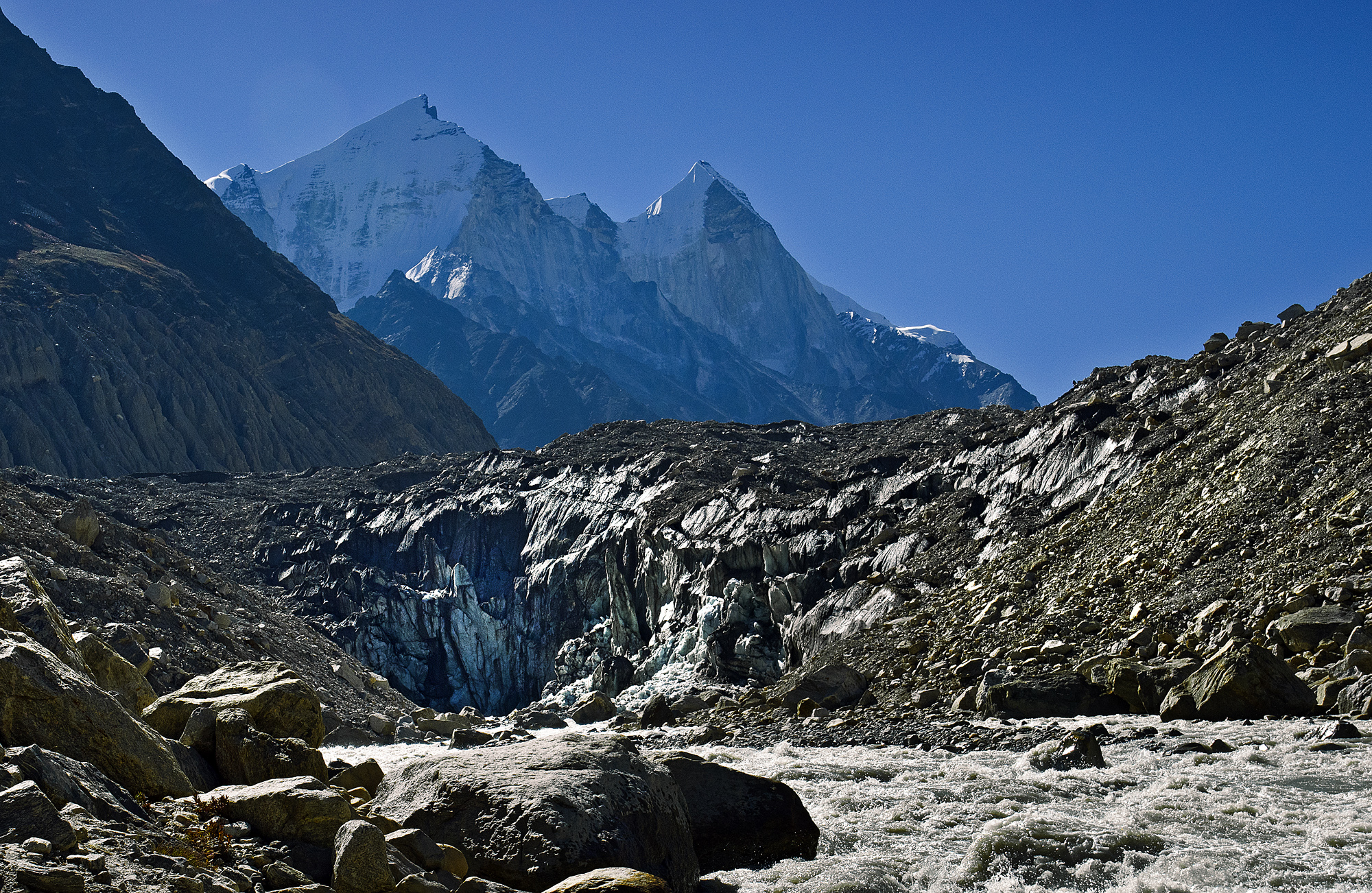
Das Gletschertor Gaumukh

Gaumukh (Hindi: गौमुख) bezeichnet die auf derzeit rund 4360 Meter Höhe im Himalaya gelegene Quelle der Bhagirathi, eines der beiden Quellflüsse des Ganges im indischen Bundesstaat Uttarakhand.

## Geografie
Das Gletschertor des Gangotri-Gletschers, aus der die Bhagirathi entspringt, liegt durch das starke Zurückweichen des Gletschers inzwischen 18 km entfernt vom Wallfahrtsort Gangotri (3.048 m). Der Gletscher wird von drei bedeutenden Bergen von über 6.700 m eingerahmt. Jedes Jahr strömen Pilger den steilen Gebirgsweg hinauf zum Gletschertor, das wegen seines einstigen, einem weit aufgerissenem Mund sehr ähnlichen  Aussehens Gaumukh („Maul der Kuh“) genannt wird. Der gut 20 Meter breite Gebirgsbach, der dieser Gletscherhöhle entspringt, ist der Oberlauf der Bhagirathi, die nach 214 Kilometern Lauf mit dem etwas größeren Alaknanda im Ort Devprayag (618 m) zusammenfließt und den Ganges bildet. Nach weiteren 87 Kilometern verlässt der Ganges den Himalaya in Rishikesh (348 m) und wird in der sich öffnenden Ebene zu einem breiten, verzweigten Strom.

## Mythologie
Laut der hinduistischen Mythologie meditierte der legendäre Weise Bhagiratha 1000 Jahre lang. Gott Shiva sah dies und gewährte dem Weisen einen Wunsch. Der erbat sich die Niederkunft des himmlischen Flusses Ganga, damit die Erde fruchtbar und ertragreich werde. Seitdem steht die Flussgöttin Ganga für Wohlstand, Gesundheit, Erlösung und Überfluss. Sie gilt als Urbild aller Flüsse Indiens, da laut der Mythologie alle anderen Flüsse von Ganga abstammen. In naher Umgebung zur Quelle leben asketische Sadhus, die meditieren und täglich ein Bad in den eiskalten Wassern zur Reinwaschung von Sünden nehmen.